# Juan Alberto Rodríguez Ibarra
Juan Alberto Rodríguez Ibarra (* 30. Mai 1969 in Tepic) ist ein mexikanischer Beachvolleyballspieler.

## Karriere
Ibarra spielte seine ersten internationalen Turniere von 1994 bis 1996 mit wechselnden Partnern. Das beste Ergebnis erzielte er gleich beim ersten Auftritt als 18. der Enoshima Open. 1998 bildete er ein Duo mit Michael Garcia Jurado. Ibarra/Garcia erreichten den 17. Platz in Marseille und den 25. Rang in Ostende.
Das letzte Turnier des Jahres in Vitória spielte Ibarra bereits mit seinem neuen Partner Joel Sotelo Villalobos. Zum Jahresauftakt 1999 wurden Sotelo/Ibarra vor heimischem Publikum in Acapulco Siebte. In Toronto und Stavanger kamen sie jeweils auf den 13. Rang. Sie nahmen auch an der Weltmeisterschaft 1999 in Marseille teil und belegten dort den 25. Platz. Anschließend wurden sie wieder 13. in Teneriffa und Ostende. Das Ergebnis auf der Insel konnten sie im Jahr 2000 wiederholen. Zuvor erreichten sie in Guarujá und Rosarito jeweils den 17. Rang. Bei ihrem ersten Grand Slam in Chicago erreichten sie den 25. Platz. Außerdem qualifizierten sich Sotelo/Ibarra für die Olympischen Spiele 2000 in Sydney. Dort setzten sie sich im ersten Spiel gegen die Australier Prosser/Zahner. Im Achtelfinale mussten sie sich dann dem US-Duo Heidger/Wong ohne Punktgewinn geschlagen geben.
2001 trat Ibarra mit Ivan Contreras an. Das beste Ergebnis dieses Duos war ein 33. Platz bei den Berlin Open. Das gleiche Resultat beim selben Turnier erzielte Ibarra ein Jahr später mit seinem neuen Partner Juan Carlos Razo Guevara. Die anderen Turniere 2002 beendeten die beiden Mexikaner jeweils auf dem 41. Platz. 2003 wurde Ibarra mit Tomas Hernandez Arreola 25. der Gstaad Open. Außerdem spielten Ibarra/Hernandez die Grand Slams in Berlin und Marseille. 2005 hatten sie ihren letzten gemeinsamen Auftritt in Acapulco.